# خمار (نیشابور)
خمار، نام روستایی از توابع شهرستان نیشابور در استان خراسان ایران بوده‌است.

## تابعیت
این روستا یکی از روستاهای تابعه دهستان ریوند، دهستان هفتم از دهستان‌های پانزده‌گانه شهرستان نیشابور، بوده‌است.
این روستا با فاصلهٔ 3 کیلومتری از حومهٔ شهر  از اوایل انقلاب خالی از سکنه است .اما فعالیت‌های کشاورزی ساکنان آن در این روستا ادامه دارد. نوعی از طالبی محلی این روستا در نیشابور شهرت دارد.ساکنان این روستا در نیشابور با نام فامیلی "خماریان" شناخته می‌شوند.